# Puerta de la Playa
Puerta de la Playa är en ort i Mexiko.   Den ligger i kommunen La Huacana och delstaten Michoacán de Ocampo, i den södra delen av landet, 280 km väster om huvudstaden Mexico City. Puerta de la Playa ligger 662 meter över havet och antalet invånare är 268.
Terrängen runt Puerta de la Playa är varierad. Runt Puerta de la Playa är det glesbefolkat, med 16 invånare per kvadratkilometer. Närmaste större samhälle är La Huacana, 6,6 km sydväst om Puerta de la Playa. I omgivningarna runt Puerta de la Playa växer huvudsakligen savannskog.